# Publius Aelius Crispinus
Publius Aelius Crispinus war ein im 2. Jahrhundert n. Chr. lebender Angehöriger des römischen Ritterstandes (Eques). Durch eine Inschrift sind einzelne Stationen seiner Laufbahn bekannt. Seine Laufbahn ist in der Inschrift als cursus inversus, d. h. in absteigender Reihenfolge wiedergegeben.
Crispinus ließ von seiner militärischen Laufbahn in der Inschrift nur die ranghöchste Stufe festhalten, die er erreichte, nämlich, dass er ein zweites Mal Primus Pilus wurde. Nach seiner militärischen Karriere übernahm er zivile Funktionen in der Verwaltung. Als erstes war er Procurator in der Provinz Hispania Tarraconensis. Danach wurde er um 169/176 Statthalter (ebenfalls im Range eines Procurators) in der Provinz Mauretania Tingitana; in dieser Funktion ist er durch eine weitere Inschrift belegt, die in Volubilis gefunden wurde und die auf 173 datiert ist. Im Anschluss war er in Rom als Procurator zunächst mit der Verwaltung der Erbschaftssteuer in Höhe von 5 Prozent (XX hereditatium) betraut und danach für Erbschaftsangelegenheiten (hereditatium) zuständig. Für sein letztes Amt kehrte er nach Nordafrika zurück, wo er um 176/180 Statthalter (Procurator) in der Provinz Mauretania Caesariensis wurde.
Crispinus stammte aus Flavia Solva.